# Самір Мусаєв
Самір Мусаєв (азерб. Samir Musayev, нар. 17 березня 1979) — азербайджанський футболіст, що грав на позиції нападника.
Виступав, зокрема, за клуби «Динамо» (Баку) та «Карабах», а також національну збірну Азербайджану.

## Клубна кар'єра
У дорослому футболі дебютував 1998 року виступами за команду «Динамо» (Баку), в якій провів три сезони, взявши участь у 67 матчах чемпіонату. Більшість часу, проведеного у складі бакінського «Динамо», був основним гравцем атакувальної ланки команди.
Протягом 2001—2002 років захищав кольори клубу «Шафа».
Своєю грою за останню команду привернув увагу представників тренерського штабу клубу «Карабах», до складу якого приєднався 2003 року. Відіграв за команду з Агдама наступні чотири сезони своєї ігрової кар'єри. Граючи у складі агдамського «Карабаха» також здебільшого виходив на поле в основному складі команди. У складі агдамського «Карабаха» був одним з головних бомбардирів команди, маючи середню результативність на рівні 0,52 гола за гру першості.
Згодом з 2007 по 2010 рік грав у складі команд «Баку», «Сімург», «Олімпік» (Баку) та «Туран».
Завершив ігрову кар'єру у команді «Сімург», у складі якої вже виступав раніше. Повернувся до неї 2010 року, захищав її кольори до припинення виступів на професійному рівні у 2011.

## Виступи за збірну
У 2000 році дебютував в офіційних матчах у складі національної збірної Азербайджану.
Загалом протягом кар'єри в національній команді, яка тривала 7 років, провів у її формі 5 матчів.
| Дата      | Місто   | Господарі   | Результат | Гості       | Турнір            | Голи | Примітки |
| --------- | ------- | ----------- | --------- | ----------- | ----------------- | ---- | -------- |
| 26-7-2000 | Варна   | Болгарія    | 2 – 1     | Азербайджан | товариський матч  | -    | 46'      |
| 28-3-2001 | Трнава  | Словаччина  | 3 – 1     | Азербайджан | Відбір до ЧС 2002 | -    | 82'      |
| 27-3-2002 | Тирана  | Албанія     | 1 – 0     | Азербайджан | товариський матч  | -    | 82'      |
| 2-9-2006  | Белград | Сербія      | 1 – 0     | Азербайджан | Відбір до ЧС 2006 | -    | 72'      |
| 6-9-2006  | Баку    | Азербайджан | 1 – 1     | Казахстан   | Відбір до ЧС 2006 | -    | 67'      |
| Усього    |         | Матчів      | 5         |             | Голів             | 0    |          |

## Титули і досягнення
- Кращий бомбардир Чемпіонату Азербайджану: 2003-2004 (20 м'ячів)